# 白馬山荘
白馬山荘（はくばさんそう）は、長野県北安曇郡白馬村にある山小屋。白馬岳山頂直下に位置する。1906年（明治39年）に開設された、宗教登山に由来しない山小屋としては日本最古の山小屋である。
株式会社白馬館（はくばかん）が経営。2023年現在の収容人数は800人（1,200人だった時期もある）で、山小屋としては日本最大。15分ほど下ったところには、白馬村営の白馬岳頂上宿舎があり、こちらも日本第3の規模である。

## 解説
飛騨山脈（北アルプス）後立山連峰の最高峰である白馬岳山頂直下の標高2,832 m地点にある。第1新館・第2新館・第3新館の3つの宿泊棟と、本格的なレストランや売店の入った棟である「スカイプラザ白馬」がある。第1新館の1階と2階は相部屋、3階は2人用個室となっている。第2新館は1階と2階がさらに大きな個室で、3階が相部屋。第3新館は1階が食堂で2階はホテル並みの個室と本格的な和室を備えている。閑散期は第1新館は閉鎖される。第1新館の東端は白馬岳特有の非対称山稜の崖に面しており、容易にご来光を望むことができる。
そのほかの施設として、昭和大学医学部が運営する夏山診療所が併設されている。キャンプ指定地はない。最寄りのキャンプ指定地は白馬岳頂上宿舎である。
ヘリコプターによる大規模な物資輸送と、大容量の自家発電により飲料水のポンプアップが行われており、山頂直下の山小屋にもかかわらず、比較的物資や水に不自由しない。
この付近の長野県と富山県の県境は未画定だが、地方税などの便宜上、第1新館と第2新館の間を通る山頂への登山道が仮の県境となっている。そのため、第1新館側は白馬村の白馬山国有林に、第2・第3新館側は富山県下新川郡朝日町の黒部奥山国有林に立地する。

## 歴史

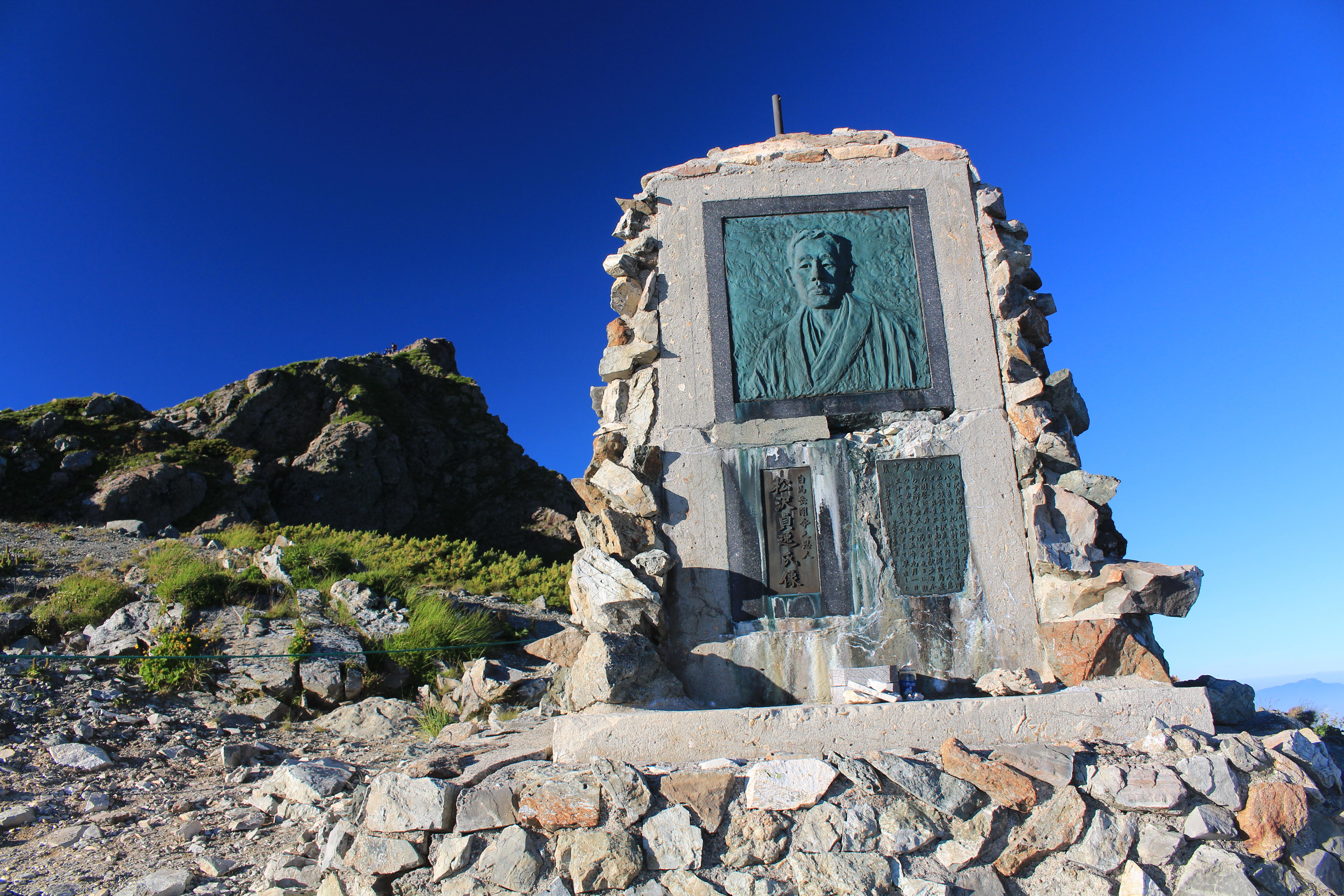
1906年に山小屋を開業した松沢貞逸のレリーフ

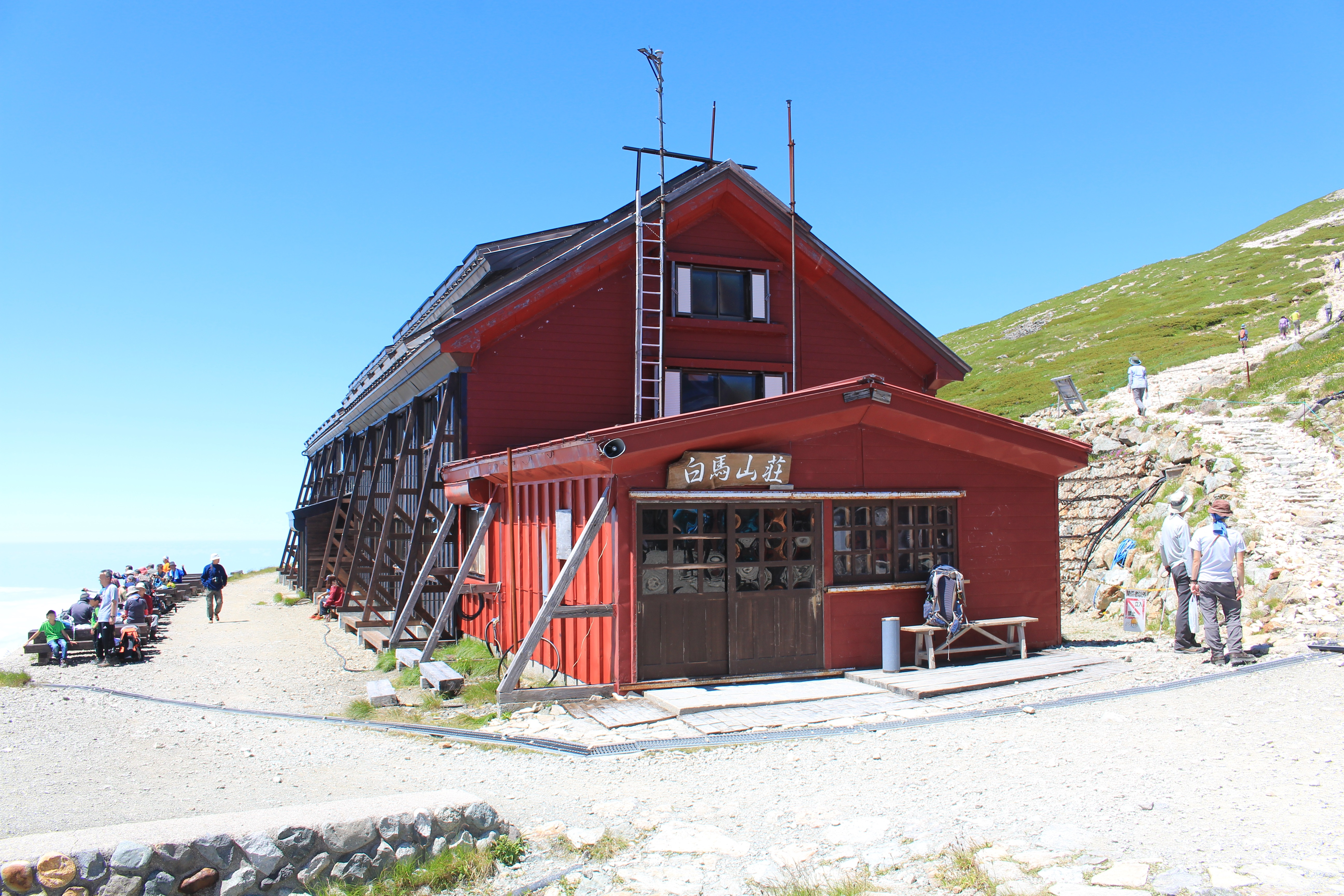
第2新館

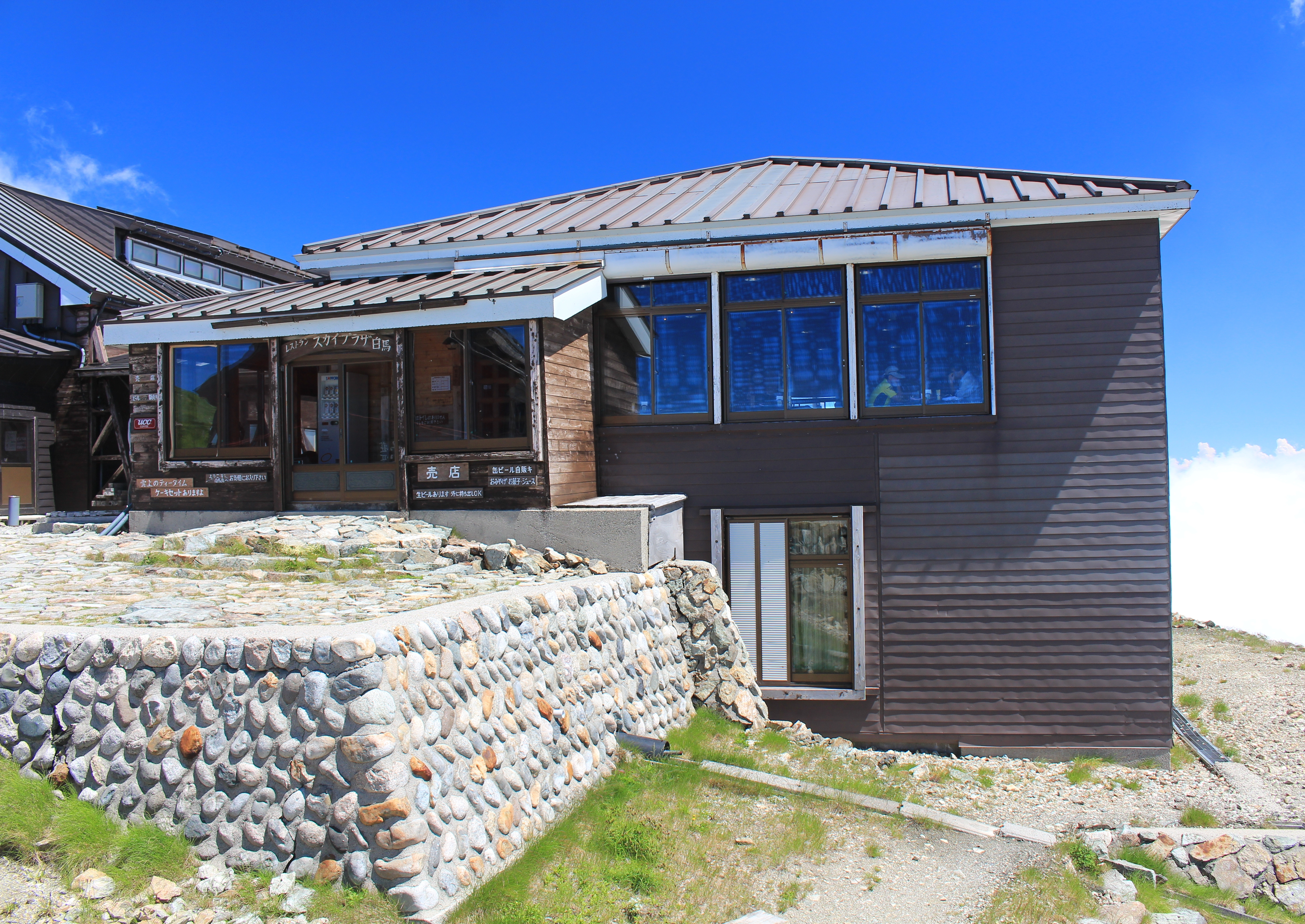
レストラン棟「スカイプラザ白馬」

- 1890年（明治23年） - 白馬館の前身、山木旅館が現在の白馬駅近くの信濃四ツ谷集落に開業。
- 1905年（明治38年） - 山木旅館の松沢貞逸が白馬山頂近くの軍の測量部の岩室の使用権を入手。
- 1906年（明治39年） - 岩室を山小屋に改造し、白馬山荘の前身「頂上小屋」開業。
- 1915年（大正4年） - 頂上小屋を増築し、「白馬頂上小屋」と改称。同年に山木旅館を「白馬館」（はくばかん）と改称。本館的に登山者向けの登山基地としての旅館となる。
- 1931年（昭和6年） - 白馬山頂小屋に食堂を増築し、2食付宿泊にも対応。同年から昭和医専（現在の昭和大学）が夏山診療所を開設[3]。
- 1932年（昭和7年） - 鉄道が信濃森上駅まで延伸し、信濃四ツ谷駅（現在の白馬駅）が開業。登山者の増加につながる。
- 1934年（昭和9年） - 洋室や読書室、乾燥室、医務室などを備えた新館が開業。白馬頂上小屋を「白馬山荘」に改称。
- 1959年（昭和34年） - 火災により1棟を残し全焼。
- 1961年（昭和36年） - 再建中の建物が第2室戸台風で倒壊。
- 1962年（昭和37年） - 現在の第1新館完成。
- 1963年（昭和38年） - 第2新館完成。
- 1979年（昭和54年） - ツインルームや本格和室を備えた第3新館完成。
- 1990年（平成2年） - 第1新館前にレストラン棟「スカイプラザ白馬」完成。

## 小屋名
山名は「しろうまだけ」と読むが、この小屋を含め白馬館の経営する小屋で「白馬」のつく山小屋（白馬山荘・白馬鑓温泉小屋・白馬尻小屋・白馬大池山荘）や白馬村営小屋で「白馬」のつく山小屋（白馬岳頂上宿舎・休業中の白馬尻荘）はすべて「はくば」と読む。白馬岳や白馬山荘の読みについては白馬岳の項も参照。